# Trude Ehlert
Trude Ehlert (* 11. Oktober 1946 in Elmshorn) ist eine deutsche Germanistin und emeritierte Hochschulprofessorin der Julius-Maximilians-Universität Würzburg. Schwerpunkte ihrer Forschungstätigkeit im Hinblick auf die deutsche Literatur des Mittelalters sind literatursoziologische, sozialgeschichtliche,
kultur- und mentalitätsgeschichtliche Fragestellungen und Fragen der Gender-Konstruktion; vornehmlich behandelte Gattungen: Minnesang, Alexanderepik, Fachliteratur (hier vor allem Editionen und Untersuchungen hoch- und spätmittelalterlicher handschriftlich überlieferter Kochbücher).

## Leben
Ehlert studierte Germanistik, Romanistik und Komparatistik in Hamburg, Freiburg im Breisgau, Grenoble und Bonn, schloss als M.A. ab und wurde 1976 an der Rheinischen Friedrich-Wilhelms-Universität Bonn im Fach Germanistik zum Doktor der Philosophie promoviert (für ihre Dissertation erhielt sie von der Philosophischen Fakultät einen Universitätspreis). Von 1972/1973 war sie wissenschaftliche Hilfskraft und von 1973 bis 1984 wissenschaftliche Assistentin am Germanistischen Seminar der Universität Bonn (von 1973 bis 1976 mit der Verwaltung beauftragt). 1984 habilitierte sie sich im Fach Ältere deutsche Literatur und Sprache an der Universität Bonn. 1984/85 nahm sie als Privatdozentin die Vertretung einer Professur am Seminar für Deutsche Philologie an der Universität Mannheim wahr. 1985 wurde sie an der Universität Bonn zur Professorin auf Zeit, 1990 ebenda zur außerplanmäßigen Professorin ernannt, wo sie am Germanistischen Seminar tätig war. 1991 war sie als Gastprofessorin des DAAD an der Universität Leipzig tätig. Von 1991 bis 1994 hatte sie eine Hochschuldozentur an der Universität Karlsruhe inne. Von 1994 bis 2009 wirkte sie als Professorin für Germanische Philologie, insbesondere Literaturgeschichte des frühen und hohen Mittelalters an der Julius-Maximilians-Universität Würzburg; seit 1. April 2009 ist sie im Ruhestand. Von 2000 bis 2007 fungierte sie als Studiendekanin der Philosophischen Fakultät II der Universität Würzburg, von 2001 bis 2003 zugleich als Frauenbeauftragte der Fakultät. Sie war Gründungsmitglied des Mediävistenverbands, in dessen wissenschaftlichem Beirat sie von 1989 bis 1999 tätig war. Mit ihren Editionen hoch- und spätmittelalterlicher Kochrezeptliteratur verschaffte sie diesem Bereich der Fachliteratur neue Aufmerksamkeit.

## Veröffentlichungen (Auswahl)
- Konvention – Variation – Innovation. Ein struktureller Vergleich von Liedern aus „Des Minnesangs Frühling“ und von Walther von der Vogelweide. Erich Schmidt Verlag, Berlin 1980 (= Philologische Studien und Quellen. Band 99).
- als Hrsg.: Gerhard Meissburger: Einführung in die mediävistische Germanistik. Göppingen 1983, ISBN 3-87452-587-2.
- Die Frau als Arznei. Zum Bild der Frau in hochmittelalterlicher deutscher Lehrdichtung. In: Zeitschrift für deutsche Philologie. Band 105, 1986, S. 42–62.
- als Hrsg. mit Irmgard Bitsch und Xenja von Ertzdorff: Essen und Trinken in Mittelalter und Neuzeit. Vorträge eines interdisziplinären Symposions vom 10.–13. Juni 1987 an der Justu-Liebig-Universität Gießen. Sigmaringen 1987.
- Deutschsprachige Alexanderdichtung des Mittelalters. Zum Verhältnis von Literatur und Geschichte. Peter Lang Verlag, Bern / Frankfurt am Main 1989 (= Europäische Hochschulschriften. Reihe I, Deutsche Sprache und Literatur. Band 1174).
- „Doch so fülle dich nicht satt“. Gesundheitslehre und Hochzeitsmahl in Wittenwilers „Ring“. In: Zeitschrift für deutsche Philologie. Band 109, 1990, S. 68–85.
- Das Kochbuch des Mittelalters. Rezepte aus alter Zeit, eingeleitet, erläutert und ausprobiert von Trude Ehlert. Artemis-Verlag, Zürich/München 1990. 2. Auflage 1990. 3. Auflage 1991. 4. Auflage 1995. 5. Auflage Albatros-Verlag, Düsseldorf 2000. 6. Auflage, Bibliographisches Institut, Mannheim 2012, ISBN 978-3-411-14563-8; Italienische Übersetzung: Cucina medioevale. Übersetzt von Giorgio V. Franco und Floriana J. Scalvini. Mailand (Guido Tommasi Editore) 2003.
- Wissensvermittlung in deutschsprachiger Fachliteratur des Mittelalters – oder: Wie kam die Diätetik in die Kochbücher? In: Würzburger medizinhistorische Mitteilungen. Band 8, 1990, S. 137–159.
- Zum Funktionswandel der Gattung Kochbuch in Deutschland. In: A. Werlacher (Hrsg.): Kulturthema Essen. Ansichten und Problemfelder. Berlin 1993 (= Kulturthema Essen. Band 1), S. 319–341.
- Meister Hanns, des von wirtenberg koch. (Faksimile der Handschrift A.N.V. 12 der Universitätsbibliothek Basel). Transkription, Übersetzung, Glossar und kulturhistorischer Kommentar von Trude Ehlert. Donauwörth 1996.
- als Hrsg.: Zeitkonzeption – Zeiterfahrung – Zeitmessung in Mittelalter und früher Neuzeit. Paderborn/München/Wien/Zürich 1997.
- Die Legende der heiligen Hedwig. Nach dem Breslauer Kodex cod. IV F 192 der Universitätsbibliothek Wrocaw/Breslau. Herausgabe und deutsche Übersetzung Trude Ehlert. Wissenschaftliche Zusammenarbeit Wojciech Mrozowicz. Polnische Übersetzung Jerzy Łukosz. Breslau 2000.
- Küchenmeisterei. Edition, Übersetzung und Kommentar zweier Kochbuch-Handschriften des 15. Jahrhunderts (Solothurn S 490 und Köln Historisches Archiv GB 4º 27). Mit einem reprographischen Nachdruck der Kölner Handschrift. Frankfurt a. M., Berlin, Bern, Bruxelles, New York, Oxford, Wien 2010 (= Kultur – Wissenschaft – Literatur, Beiträge zur Mittelalterforschung. Hrsg. von Thomas Bein, Band 21).
- Die Rolle von »Hausherr« und »Hausfrau« in der spätmittelalterlichen volkssprachigen Ökonomik. In: Trude Ehlert (Hrsg.): Haushalt und Familie in Mittelalter und früher Neuzeit. Vorträge eines interdisziplinären Symposions vom 6.–9. Juni 1990 an der Rheinischen Friedrich-Wilhelms-Universität Bonn. Mit einem Register von Ralf Nelles. Thorbecke, Sigmaringen 1991, ISBN 3-7995-4156-X, S. 153–166.
- als Hrsg.: Haushalt und Familie in Mittelalter und früher Neuzeit. Vorträge eines interdisziplinären Symposions vom 6.–9. Juni 1990 an der Rheinischen Friedrich-Wilhelms-Universität Bonn. Mit einem Register von Ralf Nelles. Thorbecke, Sigmaringen 1991, ISBN 3-7995-4156-X.
- als Hrsg.: Chevaliers errants, demoiselles et l’Autre. Höfische und nachhöfische Literatur im europäischen Mittelalter. Festschrift für Xenja von Ertzdorff zum 65. Geburtstag. Kümmerle Verlag, Göppingen 1998 (= Göppinger Arbeiten zur Germanistik. Nr. 644).